# USS Cusk (SS-348)
Za druga plovila z istim imenom glejte USS Cusk.
USS Cusk (SS-348) je bila jurišna podmornica razreda balao v sestavi Vojne mornarice Združenih držav Amerike.